# 아메리칸 트럭 시뮬레이터
《아메리칸 트럭 시뮬레이터》(American Truck Simulator, ATS)는 체코 기업 SCS 소프트웨어가 개발한 2016년 경영 및 차량 시뮬레이션 게임이며, 유로 트럭 시뮬레이터 2의 스핀오프 또는 정식 후속작이자 18 휠즈 오브 스틸의 정신적 후속작이다. 2013년 9월 개발 중임이 발표되었으며 일렉트로닉 엔터테인먼트 엑스포 2015(E3 2015)에서 공개되었다. 이 게임은 2016년 2월 2일 출시되었다.

## 게임플레이
아메리칸 트럭 시뮬레이터는 경영 요소가 포함된 트럭 운전 시뮬레이터이다. 게임 내에서 플레이어는 금전적 보상과 경험 포인트를 얻기 위해 트레일러 트럭을 운전하면서 지정된 지역에 짐을 배달하는 일을 맡게 된다. 가능한 최상의 돈과 포인트를 얻으려면 짐은 정해진 시간 안에 조속히 정해진 곳에 배달되어야 하며 가능한 물건에 피해가 가지 않도록 해야 한다.

## 평가
아메리칸 트럭 시뮬레이터는 메타크리틱에서 100점 만점 중 76점을 받으며 대부분 긍정적인 평가를 받았다.